# برده (فیلم ۱۹۱۷)
برده (انگلیسی: The Slave) یک فیلم کمدی صامت به کارگردانی آروید ئی. گیلستورم با نقش‌آفرینی بیلی وست و اولیور هاردی است که در سال ۱۹۱۷ اکران شد. برخلاف فیلم‌های صامت آن روزگار، داستان فیلم چنان ساده روایت می‌شد که زیرنویس یا میان‌نویس لازم نداشت. مشخص نیست که آیا این فیلم در حال حاضر باقی مانده است یا خیر.

## بازیگران
- بیلی وست
- اولیور هاردی
- لئو وایت
- لیاتریس جوی
- جو بوردو
- باد راس
- اتلین گیبسون